# Lužec nad Vltavou
Obec Lužec nad Vltavou se nachází v okrese Mělník, kraj Středočeský. Rozkládá se asi sedm kilometrů jihozápadně od Mělníka a žije zde přibližně 1 500 obyvatel. Součástí obce je i vesnice Chramostek.
Lužec leží na břehu řeky Vltavy. Od roku 1907, kdy byl vybudován kanál mezi Hořínem a Vraňany, je však jedinou obcí v České republice, která se celá nachází na ostrově. Současně je zde také jediná ostrovní škola, stadion či kulturní dům a restaurace v zemi.

## Historie
První písemná zmínka o Lužci nad Vltavou, jako o dvoře poplužním kapituly mělnické, pochází z roku 1223. Lužec má své jméno po Luhu, který se dosud rozkládá na levém břehu Vltavy. Za vlády Boleslava II. náležela část Lužce panenskému klášteru u sv. Jiří v Praze.
18. září 1760 vznikl v obci požár, který v krátké době zachvátil celou obec. Žárem vyschly i všechny prameny vody. Zrušení nevolnictví v roce 1781 přineslo uvolnění lidu a vliv snah osvobozeneckých. V roce 1784 byla v Lužci vystavěna škola. Jsou zakládány četné spolky. Roku 1869 byl založen Sokol, v roce 1881 byl založen dělnický podporující spolek Vltavan s humánním cílem podpůrným zejména v nemoci. Dále byla založena Matice školská, Společenstvo smíšených živností, Řemeslnicko-živnostenská beseda, Sbor dobrovolných hasičů a Okrášlovací spolek. V Lužci byl postaven v roce 1862 cukrovar a parní mlýn byl postaven roku 1870. Narodil se zde výpravný český malíř Miloš Jiránek. Místní dráha z Lužce do Jenšovic byla zahájena dne 26. září 1886. Zdejší telegrafní a poštovní úřad byl otevřen 12. srpna 1888. Laterální plavební kanál z Vraňan do Mělníka přes Lužec byl dokončen v roce 1907.
V šedesátých letech 20. století se v Lužci rozvinul stavební průmysl v továrnách Prefa a Průmstav na výrobu panelů a betonových rour. V obci se rovněž rozšířil průmysl dřevařský firmy Delta. Obec měla v roce 1993 základní a mateřskou školu, kulturní dům s tělocvičnou, dům služeb, řadu obchodů, čtyři průmyslové závody a rozvíjející se živnostenské podnikání v různých odvětvích. V Lužci se také hrál hokej. Od roku 2005 má obec výjezdovou jednotku hasičů.

### Firma Bratři Horákové
Václav Horák začal v roce 1898 provozovat strojírenskou živnost a roku 1911 zahájil v Lužci nad Vltavou výstavbu vlastní strojírny a slévárny. V roce 1929 zkonstruoval funkční «Ledotvor». V roce 1932 převzali firmu synové zakladatele. Firma «Bratři Horákové, továrna na chladicí stroje», patřila brzy ke špičce čs. průmyslových podniků. Mezi nejúspěšnější výrobky patřily chladírenské boxy, skříně a dveře, výčepní pulty, výrobníky zmrzliny« Zimotvor», domácí ledničky «Eskymáček» a kompresory. V době 2. světové války měla firma až 200 zaměstnanců.
Poválečný rozmach zastavilo znárodnění v roce 1948, kdy továrnu řídily n.p. Frigera, Kovoslužba, SPP, Strojobal a změnil se i výrobní program (v roce 1971 nářezové stroje, v osmdesátých letech zmrazovací tunely). V roce 1992 byla továrna odkoupena do vlastnictví rodiny původních majitelů a nese název «Bratři Horákové s.r.o.» Sídlo firmy o rozloze 25 000 m² se nachází v Lužci nad Vltavou, styk se zákazníky zajišťuje obchodně-technické oddělení se sídlem na Praze 5 a síť smluvních prodejních zástupců. V roce 1997 byla založena dceřiná společnost «HORÁK AXETT s.r.o.» se sídlem v Banské Bystrici.

### Územněsprávní začlenění
Dějiny územněsprávního začleňování zahrnují období od roku 1850 do současnosti. V chronologickém přehledu je uvedena územně administrativní příslušnost obce v roce, kdy ke změně došlo:
- 1850 země česká, kraj Praha, politický i soudní okres Mělník[6]
- 1855 země česká, kraj Praha, soudní okres Mělník
- 1868 země česká, kraj Praha, politický i soudní okres Mělník
- 1939 země česká, Oberlandrat Mělník, politický i soudní okres Mělník[7]
- 1942 země česká, Oberlandrat Praha, politický i soudní okres Mělník [8]
- 1945 země česká, správní i soudní okres Mělník[9]
- 1949 Pražský kraj, okres Mělník[10]
- 1960 Středočeský kraj, okres Mělník
- 2003 Středočeský kraj, okres Mělník, obec s rozšířenou působností Mělník

### Rok 1932
V obci Lužec nad Vltavou (1010 obyvatel, poštovní úřad, telegrafní úřad, telefonní úřad, četnická stanice, katolický kostel, společenstvo smíšených živností, sbor dobrovolných hasičů) byly v roce 1932 evidovány tyto živnosti a obchody: lékař, biograf Sokol, výroba cementového zboží, cihelna, cukrář, obchod s dobytkem, drogerie, elektrotechnický závod, 2 hodináři, 2 holiči, hospodářské družstvo, 4 hostince, 2 instalatéři, kolář, 2 kováři, 4 krejčí, 2 malíři, mlýn, obchod s obuví Baťa, 2 obuvníci, 3 paliva, pekař obchod s lahvovým pivem, 3 pokrývači, 4 rolníci, 3 řezníci, sedlář, 8 obchodů se smíšeným zbožím, lidová záložna, výroba chladicích strojů, studnař, švadlena, tesařský mistr, 2 trafiky, včelařství, 3 truhláři, zámečník, zubní ateliér.
Ve vsi Chramostek (164 obyvatel, samostatná obec se později stala součástí Lužce nad Vltavou) byly v roce 1932 evidovány tyto živnosti a obchody: hostinec, kovář, 3 rolníci, trafika.

## Farnost Lužec nad Vltavou
Římskokatolická farnost Lužec nad Vltavou patří do pražského arcibiskupství, vikariát Podřipsko. Kromě Lužce zahrnuje ještě další obce: Chramostek, Spomyšl a Vraňany. Podle sčítání v roce 1991 měla 2181 obyvatele, ke katolické církvi se přihlásilo 541 obyvatel.
Farním kostelem je kostel sv. Jiljí v Lužci. Kostel byl postaven v roce 1762 na místě gotického kostela, který jako farní kostel byl uváděn již v roce 1344. Tento původní gotický kostel byl zničen při velkém požáru Lužce v roce 1760.
Nynější kostel je jednolodní barokní obdélníková stavba se čtvercovým presbytářem a polokruhovou sakristií na východní straně a hranolovitou věží na straně západní. Vnější fasády jsou členěny opěráky a okny, s klenutým polokruhovým obloukem. Presbytář i loď jsou sklenuty plackami a obdélníkovými pásy na svazek pilastrů, okna jsou ozdobena štukovými rokaji. Podvěží je sklenuto valeně, sakristie konchou. Na klenbě presbytáře je rokoková freska iluzivní kopule, na klenbách lodi výjevy ze života sv. Jiljí a na závěrové straně presbytáře iluzivní malba oltářní architektury s obrazem oslavení sv. Jiljí (tato freska byla v současné době restaurována). Mobiliář kostela tvoří ucelený rokokový soubor oltářů, kazatelny a zařízení kruchty.

## Osobnosti
- Miloš Jiránek (1875–1911), malíř, výtvarný kritik, literát a překladatel
- Bohdan Palice (1868–1916), klavírní virtuos, violoncelista, hudební skladatel, dirigent a hudební pedagog

## Doprava

### Dopravní síť
- Pozemní komunikace – Do obce vedou silnice III. třídy. Ve vzdálenosti 2 km vede silnice I/16 Řevničov – Slaný – Mělník – Mladá Boleslav – Jičín.
- Železnice – Obec Lužec nad Vltavou leží na železniční trati 094 Vraňany – Lužec nad Vltavou. Jedná se o jednokolejnou regionální trať, nákladní doprava byla na trati zahájena roku 1887, osobní doprava roku 1929.

Navíc je Lužec nad Vltavou jednou z mála[zdroj?] obcí v České republice, která nebyla nikdy povýšena na město ani městys, kde je koncová stanice železniční trati s dnes již zrušenou dopravou. Během rekonstrukce byl železniční most přebudován na zdvihací, jedná se o jediný zdvihací železniční most v Česku.
V roce 2020 byla dokončena zavěšená lávka přes Vltavu spojující Lužec s obcí Bukol, lávka nahradila přívoz.

### Veřejná doprava 2012
- Autobusová doprava – V obci měly zastávky příměstské autobusové linky Mělník-Lužec nad Vltavou-Kralupy nad Vltavou (v pracovních dnech 2 spoje), Kralupy nad Vltavou-Jeviněves-Mělník (v pracovních dnech 3 spoje) a Mělník-Spomyšl-Kralupy nad Vltavou (o víkendech 1 spoj) (dopravce ČSAD Střední Čechy, a. s.).

- Železniční doprava – Do koncové železniční zastávky Lužec nad Vltavou zajíždělo v pracovních dnech 9 osobních vlaků.

## Turistika
Obcí prochází Vltavská cyklotrasa č. 2 Praha – Mělník.
V roce 2020 byla zprovozněna lávka přes Vltavu mezi Lužcem nad Vltavou a Bukol na cyklotrase EURO-VELO 7 pro pěší a cyklisty.